# Cabera
Cabera es un tipo de polilla perteneciente a la familia Geometridae. Fue descrita por primera vez por Georg Friedrich Treitschke en 1825.

## Especies
Este género actualmente incluye 30 especies. En orden alfabético:
- C. andrica Prout, 1932
- C. aquaemontana (Prout, 1913)
- C. borealis (Hulst, 1896) – boreal cream
- C. candidaria (Leech, 1897)
- C. carnea Dognin, 1903
- C. catharodes Turner, 1904
- C. elarina (Prout, 1913)
- C. erythemaria (Guenée, 1857) – yellow-dusted cream
- C. exanthemata Scopoli, 1763 - bruine grijsbandspanner
- C. fulgurata Debauche, 1938
- C. glabra (Warren, 1904)
- C. graciosa Dyar, 1913
- C. griseolimbata (Oberthür, 1879)
- C. humbloti (Herbulot, 1978)
- C. leptographa (Wehrli, 1939)
- C. limbata (Herbulot, 1954)
- C. monacaria Debauche, 1938
- C. nathaliae (Herbulot, 1991)
- C. neodora (Prout, 1922)
- C. nevillei Krüger, 2000
- C. niveopicta Inoue, 1986
- C. ochropurpuraria Herrich-Schäffer, 1858
- C. pictilinea (Warren, 1902)
- Cabera pseudognophos (Prout, 1917)
- Cabera purus (Butler, 1878)
- C. pusaria Linnaeus, 1758 - witte grijsbandspanner
- Cabera quadrifasciaria (Packard, 1873) – four-lined cream
- C. rufofasciaria Leech, 1897
- Cabera schaefferi (Bremer, 1864)
- C. sinicaria Leech, 1897
- Cabera strigata (Warren, 1897)
- Cabera sulbaba (Warren, 1901)
- Cabera toulgoeti (Herbulot, 1957)
- Cabera variolaria (Guenée, 1857) – the vestal